# 指揮 (音楽)
指揮（しき、conducting）は、主として手と腕の身振りだけによって音楽の演奏に何時・何を・どうすべきか指示を出すこと。現代では専ら西洋音楽の指揮のことを指すことが多い。合唱や、管弦楽・室内楽・吹奏楽等の各種アンサンブルは、特に編成が大きい場合に指揮者を必要とすることが多い。指揮者は一般に指揮台の上で指揮を行う。また、指揮棒を使わず、身振り手振りのみで行う方法をカイロノミーと呼ぶ。
日本語では「指揮を振る」、「棒を振る」、あるいは単に「（演奏会・楽団・曲目を）振る」という言い方をしばしばする。

## 歴史
西洋音楽の指揮の歴史は少なくとも中世ヨーロッパにさかのぼり、キリスト教の教会にその役割の原形を見いだすことができる。その当時の指揮法はテンポや拍子を示す役割よりもメロディー（旋律）や音の高さ（音高）を示す役割が強かった。やがて、指揮棒を上下に動かして音楽のテンポや拍子を示すことが始められた。
17世紀頃には、現在の指揮棒とは違うものを使って指揮が行われた。当時の絵画には、紙や小さな棒、または素手で指揮をする姿が描かれている。リュリは杖のような棒で床を打って指揮をしたが、誤って自分の足を傷つけてしまい、それによる破傷風で亡くなった。
器楽合奏では奏者の一人が指揮の役割を担った。そして、多くは作曲家が奏者兼指揮者を務めた。具体的には、首席のヴァイオリン奏者が自分の弓を、またはリュート奏者であれば楽器のネックを動かして合奏を指揮した。通奏低音を担当するチェンバロ奏者が指揮をすることもあった。また、オペラでは二人の奏者が指揮を担当した。鍵盤楽器奏者が合唱団を、首席ヴァイオリン奏者がオーケストラを振ったのである。奏者の一人が必要に応じて指揮をするこの手軽なやり方は現代でも行われる。ピアノ協奏曲などでピアノ奏者が弾き振りをすることや、ジャズのビッグバンドでバンドマスターが曲の終りの指示を出すことなどがこれにあたる。
19世紀初頭、大規模かつ複雑な曲が作曲されるようになると、専門職としての指揮者が誕生した。指揮棒（タクト）の使用が一般的になり、見やすく分かりやすい指揮が必要とされ、さらには指揮者の手腕が演奏の水準に大きな影響を与えるようになっていった。ハンス・フォン・ビューローは作曲家を兼ねない最初の職業指揮者として有名である。また、従前から行なわれていた作曲家が指揮者を兼ねる状態も続いた。中でもウェーバー、メンデルスゾーン、ベルリオーズ、ワーグナー、マーラーらは指揮者としても知られている。
指揮者の出身の背景による特徴はある程度認められると言われる。例えば、弦楽器出身の指揮は音の高低の合せ方が上手い（ハインリヒ・シフやウェルザー＝メスト、メータなど）、管楽器出身は呼吸法が上手い（ホリガーら）、打楽器出身者は棒のたたきが優れている（岩城宏之ら）、ピアノは耳による音の高低の感覚は弱いが合理的な練習と音楽の全体像を作るのが上手い（エッシェンバッハやバレンボイムなど）、声楽出身の指揮者（シュライアーやフィッシャー＝ディースカウら）は呼吸法や発声法・レチタティーヴォなどの合せが上手い、などである。また、作曲家の指揮は合理的に音楽の本質のみを演奏する（ブーレーズやエトヴェシュ、ツェンダーら）などの性質がおおまかに認められるとされる。

## 指揮法
指揮法は、指揮者が管弦楽団や吹奏楽団、合唱団などを指揮するための技法である。

### 基本
クラシック音楽では、一般に指揮によってテンポ、音量、表情などが奏者達に示される。指揮者の動きに絶対的な規則や法則は無く、体の動きや顔の表情全てが指揮者の表現と言える。
現代、広く行われている指揮法では、右腕で図形を描くことで奏者に拍を示し、奏者全員が同じテンポを共有できるようにすることが多く、指揮者のもっとも基本的な役割とされる。指揮棒を使う場合、指揮棒は右腕の延長として用いられる。図形を描く運動の中で、拍を示す位置を「打点」という。
小澤征爾等を育てた齋藤秀雄が唱えた斎藤メソッドでは、打点を示すために「叩き」といって何かを叩く動作をして明示的に示したり、「しゃくい」といって緩やかな曲線運動の中で加速度の変化を示したりする。このメソッドによると指揮法が誰にでも理解できる反面、速度変化による表情づけ（アゴーギク）を必要以上に単純化するという批判も少なくない。
一方、左腕は主に曲の表情を示したり、重要なパートに注意を喚起させたりするのに用いられる。その他、視線、顔の表情、全身のさまざまな動きを用いて、曲の表情を奏者に伝える。
両腕に共通することだが、曲の表情を表す代表的な方法には、
- クレッシェンド…図形をだんだん大きく
- ディミヌエンド…図形をだんだん小さく
- アクセント…強くピュッと振る
- フェルマータ…棒をとめる

などがある。（あくまでも一般論であり、全ての場合に該当するとは限らない。）
多くの場合、指揮には指揮棒（タクト）を使うが、編成が小さい場合や合唱指揮をする場合、または曲調や指揮者の考え方によっては、棒を持たないで素手による指揮をすることもある。素手で行う指揮は、棒を持つことによるはっきりとした拍節感より、指先までを使った柔らかな表現を優先する場合に適しているとされ、交響曲等では緩徐楽章のみ指揮棒を置くこともある。合唱などでは、特に繊細な指示を出すにも効果的と考えられている。
また、ドラム&ビューグル・コーなどマーチングバンドの指揮者はドラムメジャーと呼ばれ、クラシック音楽のタクトよりはるかに大きな、杖のような指揮棒が使われることもある。四管編成やオペラ、管弦楽と合唱などの大編成の場合、長めの指揮棒を、一管編成などの室内管弦楽の場合、短めの指揮棒が多いが、絶対的な決まりはない。

### 応用
ウィーン国立音楽大学教授のカール・エスターライヒャーは指揮者の役割として次のような事を言っている。これは現代の作曲におけるパラメーターの考え方にほとんど重複する。
1. テンポ
2. 音色
3. フレージング
4. リズム
5. ディナーミク

また、指揮棒をあやつる技術そのものは役割全体のほんの一部に過ぎず、その重要性は全体の10%に満たないという指揮者が大多数である。（指揮者の養成については指揮者の項目を参照のこと。）

### 書籍
日本における指揮のテクニックを扱う主要な書籍としては、斎藤秀雄『指揮法教程』（1953年、音楽之友社）、高階正光『指揮法入門』（1979/2001年、音楽之友社）、マックス・ルードルフ『指揮法』（大塚明訳、1968年、音楽之友社）、山田一雄『指揮の技法』（1966年、音楽之友社）があるが、近年マックス・ルードルフと山田一雄の書籍は絶版であり入手が難しい。

### 各拍子の図形の例

2/4拍子、2/2拍子、テンポの速い6/8拍子及び速い4/4拍子
3/4拍子、3/8拍子及び9/8拍子
4/4拍子、12/8拍子及びテンポの遅い2/4（2/2）拍子
テンポの遅い6/8拍子